# Irmã Alberta
Alberta Girardi (Veneza, 24 de outubro de 1921 - 30 de dezembro de 2018), mais conhecida como Irmã Alberta, foi uma freira e ativista dos direitos humanos italiana, radicada no Brasil. Tornou-se uma liderança da Comissão Pastoral da Terra e do Movimento dos Trabalhadores Rurais Sem Terra. Foi chamada de "mãe dos pobres, mãe dos direitos humanos".

## Biografia
Alberta Girardi nasceu na Itália em 1921. Seu pai era um antifascista declarado e no regime autoritário de Benito Mussolini foi perseguido. Sobre o período, ela disse: “Quando eu tinha uns oito anos, a Itália já estava sob o fascismo de Benito Mussolini. Era um regime cruel e meu pai era contra. Vivia meio escondido, mas sempre na luta. Isso ficou gravado na minha memória e me fez ter muita admiração por ele”. Tornou-se freira na Itália e desde os anos 1940 trabalhou em um orfanato. Em 1951, mudou-se para Roma, onde criou um centro profissionalizante para jovens órfãs, Centro Italiano de Preparo Cinematográfico.
Assumiu-se como Irmã Alberta ao tornar-se uma das Pequenas Irmãs Missionárias da Caridade, um grupo católico influenciado pelo Concílio Vaticano II, a doutrina dita da igreja dos pobres.
Ao se mudar para o Brasil, em 1971, participou das lutas fundiárias na região do Bico do Papagaio, então em Goiás e depois no Tocantins, durante a ditadura civil-militar. Foi lá que se uniu a Padre Josimo, em defesa das populações sem terra. Irmã Alberta foi ameaçada de morte. Mudou-se em 1986 para a Ilha do Marajó, no Pará, onde atuou na defesa dos direitos de famílias ribeirinhas.
Nos anos 1990, veio a São Paulo, atuando em prol das populações sem teto e sem terra, em especial o MST. Aos ativistas desta organização dizia: “Belíssimos, não parem nunca de lutar”. Morou em uma ocupação dos sem-terra em São Paulo, que hoje leva seu nome. Sobre sua atuação com o MST, disse:
| “ | Ocupamos um terreno ao lado de uma penitenciária em um subúrbio da Grande São Paulo. Eu, com meu hábito de freira, estava diante da polícia ao lado de um advogado chamado Bruno. Um capitão da polícia me perguntou o que estava fazendo naquele lugar. ‘O meu dever’. [...] Aqueles camponeses são todos meus irmãos | ” |
|   | — Irmã Alberta. |   |

## Reconhecimento
A freira dá nome à Comuna da Terra Irmã Alberta, uma ocupação de famílias sem terra em São Paulo, criada em 20 de julho de 2002.
Por sua atuação em prol dos direitos humanos recebeu diversos reconhecimentos, incluindo:
- o Prêmio Franz de Castro Holzwwarth da Ordem dos Advogados do Brasil, em 2007;[9]
- o título de doutora honoris causa do Instituto de Estudos Superiores de São Paulo (ITESP);[2]
- o Prêmio Especial dos Direitos Humanos, em 2012;[5]
- o Prêmio Luta pela Terra, em 2015.[2][10]